# Hipocicloide

La curva roja es una hipocicloide dibujada al girar la circunferencia negra pequeña por el interior de la circunferencia azul grande, obteniendo en este caso una deltoide).

Una curva hipocicloide es la trayectoria descrita por un punto situado sobre una circunferencia generatriz que rueda sin deslizar por el interior de otra circunferencia directriz, sin deslizamiento. Es un tipo de ruleta cicloidal.
La curva hipocicloide es comparable a la cicloide, donde la circunferencia generatriz rueda sobre una línea directriz (o circunferencia de radio infinito).

## Ecuación paramétrica
Las ecuaciones paramétricas de una curva hipocicloide generada por un punto de una circunferencia de radio {\displaystyle r_{2}} que rueda dentro de una circunferencia de radio {\displaystyle r_{1}}, son:

{\displaystyle x=(r_{1}-r_{2})\cos \alpha \ +r_{2}\ \operatorname {sen} \gamma }               (1)
{\displaystyle y=(r_{1}-r_{2})\operatorname {sen} \alpha \ -r_{2}\ \cos \gamma }               (2)

Donde {\displaystyle \alpha } es el ángulo con el que varía {\displaystyle r_{1}} y el eje {\displaystyle x}, y {\displaystyle \gamma } es el ángulo que varía entre la línea imaginada de proyección sobre el eje {\displaystyle x} del centro del círculo de radio {\displaystyle r_{2}} y dicho radio.
Pero,

{\displaystyle \displaystyle \beta +\gamma +{\frac {\pi }{2}}-\alpha =\pi }
{\displaystyle \displaystyle \gamma ={\frac {\pi }{2}}+\alpha -\beta }               (3)

donde {\displaystyle \beta } es un ángulo que varía entre {\displaystyle r_{2}} y el segmento de {\displaystyle r_{1}} donde se genera un vértice con el punto centro del círculo de circunferencia generatriz.
Además, como la circunferencia rueda sin deslizamiento, los arcos {\displaystyle l_{1}} y {\displaystyle l_{2}} son iguales, es decir:
{\displaystyle r_{1}\ \alpha =l_{1}=l_{2}=r_{2}\ \beta }.
De aquí se tiene que {\displaystyle \displaystyle \beta ={\frac {r_{1}}{r_{2}}}\alpha }
Sustituyendo {\displaystyle \beta } en la ecuación (3), y esta última en (1) y (2) se obtienen las siguientes ecuaciones paramétricas de la hipocicloide:
{\displaystyle x=(r_{1}-r_{2})\cos \alpha \ +r_{2}\ \cos \left[\alpha \left(1-{\frac {r_{1}}{r_{2}}}\right)\right]}
{\displaystyle y=(r_{1}-r_{2})\operatorname {sen} \alpha \ +r_{2}\ \operatorname {sen} \left[\alpha \left(1-{\frac {r_{1}}{r_{2}}}\right)\right]}

### Casos particulares
Cuando {\displaystyle {\frac {r_{1}}{r_{2}}}=k} es un número racional, es decir, {\displaystyle \displaystyle {\frac {r_{1}}{r_{2}}}={\frac {p}{q}}}, siendo p y q números enteros, la hipocicloide es una curva algebraica.
Cuando r1=4 r2 se tiene la astroide (x2/3+y2/3=R2/3)
Si {\displaystyle \displaystyle {\frac {r_{1}}{r_{2}}}} es irracional, es una curva trascendente y da infinitas vueltas dentro de la circunferencia directriz.

## Ejemplos
- k=3
- k=4
- k=5
- k=6
- k=2.1
- k=3.8
- k=5.5
- k=7.2

- Las curvas hipocicloides son una clase especial de hipotrocoides, las cuales a su vez son una clase particular de ruleta.
- La hipocicloide de tres puntas se denomina curva deltoide.
- La hipocicloide de cuatro puntas se llama astroide.

## Curvas cíclicas
Curva cíclica
| La directriz es una recta |                   |                   |
| d = r                     | d < r             | d > r             |
| cicloide                  | trocoide          | trocoide          |
| cicloide normal           | cicloide acortada | cicloide alargada |
| La directriz es una circunferencia       |                     |                       |                       |
|                                          | d = r               | d < r                 | d > r                 |
| La generatriz es exterior a al directriz | epicicloide         | epitrocoide           | epitrocoide           |
| La generatriz es exterior a al directriz | epicicloide normal  | epicicloide acortada  | epicicloide alargada  |
| La generatriz es interior a al directriz | hipocicloide        | hipotrocoide          | hipotrocoide          |
| La generatriz es interior a al directriz | hipocicloide normal | hipocicloide acortada | hipocicloide alargada |
| La directriz es interior a al generatriz | pericicloide        | peritrocoide          | peritrocoide          |
| La directriz es interior a al generatriz | pericicloide normal | pericicloide acortada | pericicloide alargada |